# Lynn T. Musiol
Lynn Takeo Musiol tritt durch Autoren-, Regie- und Performance-Arbeiten in Erscheinung.

## Leben
Musiol wuchs im post-industriellen Rheinland auf und studierte Soziologie. Musiol wurde durch Arbeiten in der queer-ökologischen Sphäre und die Beteiligung an der Gründung von Kollektiven wie dyke dogs und les dramaturx bekannt und lebt und arbeitet in Berlin. Gemeinsam mit Evan Tepest schreibt und veranstaltet Musiol unter dem Kollektivnamen dyke dogs. Musiols Arbeit setzt sich mit Themen wie Klima, Klasse und Queerness auseinander.

## Wirken
Musiols künstlerischer Ausdruck manifestiert sich in der Verschmelzung von Klasse und Begehren, lesbischen Geschichten und queerer Ökologie. Musiols Arbeiten zielen auf die Erkundung komplexer sozialer Themen durch die Linse der Performance und des Dialogs. Musiols Serie BUCCI × ꒰(･ ‿ ･)꒱ an der Schaubühne Berlin, ist eine Reihe diskursiver Performances. In der Spielzeit 2023/2024 fand am Theater Magdeburg eine Inszenierung des Stückes Bitter Fields statt, das Musiol gemeinsam mit Christian Tschirner für das Kollektiv les dramaturx geschrieben hatte. Musiol hat mehrere Auszeichnungen und Anerkennungen erhalten, darunter das Mudlarks Complicité Fellowship im Jahr 2024 und das Erreichen des Finales beim Wettbewerb für junge Literatur Open Mike im Jahr 2021. Letzteres gemeinsam mit Evan Tepest.